# Irving Meretsky
Irving "Toots" Meretsky, (Windsor (Ontário), 27 de abril de 1912 - Windsor (Ontário), 18 de maio de 2006) basquetebolista canadense que integrou a seleção canadense que conquistou a medalha de prata disputada nos XIII Jogos Olímpicos de Verão realizados em Berlim no ano de 1936.